# Ferulinae
Ferulinae es una subtribu de plantas con flores perteneciente a la familia Apiaceae.

## Géneros
Según GRIN
- Autumnalia Pimenov
- Buniotrinia Stapf & Wettst. = Ferula L.
- Dorema D. Don ~ Ferula L.
- Euryangium Kauffm. = Ferula L.
- Fergania Pimenov
- Ferula L.
- Kafirnigania Kamelin & Kinzik.
- Leutea Pimenov = Ferula L.
- Merwia B. Fedtsch. = Ferula L.
- Narthex Falc. = Ferula L.
- Schumannia Kuntze = Ferula L.
- Scorodosma Bunge = Ferula L.
- Soranthus Ledeb. = Ferula L.
- Talassia Korovin = Ferula L.